# Rhipidaster
Rhipidaster is een geslacht van zeesterren uit de familie Solasteridae.

## Soort
- Rhipidaster vannipes Sladen, 1889